# Suisse tchèque
La Suisse tchèque (en tchèque : České Švýcarsko) est une région naturelle de Tchéquie parfois appelée Suisse bohémienne. Elle abrite également le parc national du même nom (en tchèque : Národní park České Švýcarsko). 
Situé au nord-ouest du pays, elle est frontalière de l'Allemagne (land de Saxe), au nord de la ville de Děčín. Il s'agit d'un macrogéochore du massif gréseux de l'Elbe dont elle est la partie orientale, dans le prolongement de la Suisse saxonne.

## Géographie
La Suisse tchèque s’étend vers l’est dans les montagnes de Lusace et vers l’ouest dans les monts Métallifères. Son altitude la plus élevée est la montagne Děčínský Sněžník avec 723 m d'altitude.

## Histoire
Le concept de Suisse tchèque s’est développé au XVIIIe siècle dans le prolongement de la Suisse saxonne, la partie allemande du massif gréseux de l'Elbe. Ce nom a été inspiré par les artistes suisses Adrian Zingg et Anton Graff, dont la géographie de la Bohême du Nord leur évoquait leur patrie.
La région a commencé à attirer des touristes en grand nombre au XIXe siècle. Les artistes de l’époque romantique ont été inspirés par la beauté sauvage des rochers, parmi lesquels le peintre Ludwig Richter ou le compositeur Carl Maria von Weber, qui a situé son opéra Der Freischütz dans les environs de Rathen.

### Histoire du parc national
Dès 1972, toute la Suisse tchèque est placée sous protection (en tant qu’aire paysagère protégée du massif gréseux de l'Elbe). Quand, en 1990, le statut de la Suisse saxonne a été élevé à celui de parc national, les efforts ont été intensifiés pour placer la partie tchèque sous le même niveau de protection. Un plan élaboré en 1991 prévoyait qu'il inclurait également le Růžovský vrch[à définir]. Des résistances sont apparues de la part des propriétaires de terrains de chasse et de l’industrie forestière. Le parc national — 79 km² — est créé le 1er janvier 2000 autour de ce paysage forestier et rocheux, englobant également les gorges du Kamnitz et le Růžovský vrch.
Le siège de l’autorité du parc national est situé à Krásná Lípa, et des bureaux d’information existent à Hřensko et Jetřichovice.

## Curiosités
- Pravčická brána, la plus grande arche de grès naturel d’Europe
- Gorge d’Edmund et gorge de Stille, un ravin rocheux près de Hřensko
- Rochers de Tisa, labyrinthe rocheux
- Děčínský Sněžník, point culminant de la Suisse tchèque avec sa tour d’observation
- Château de Šaunštejn, près de Vysoká Lipa
- Mariina skála, point de vue près de Jetřichovice
- Vilemínina stěna et Rudolfův kámen, points de vue près de Jetřichovice
- Pavlinino údolí, vallée encaissée du ruisseau Chřibská Kamenice
- Château de Falkenštejn
- Chapelle rupestre à Všemily
- Les villages de Haute-Lusace

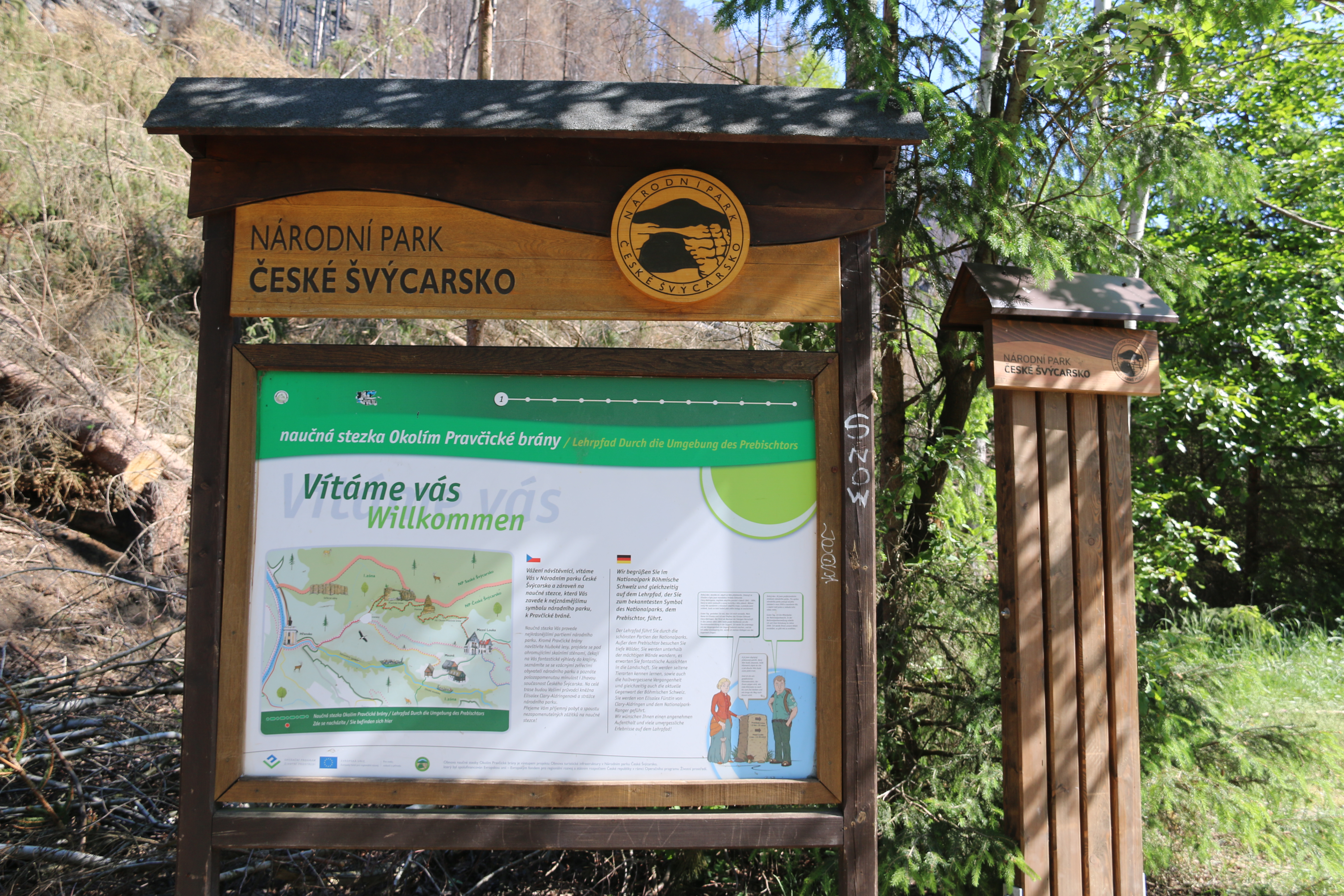
Panneau d'entrée du parc national.
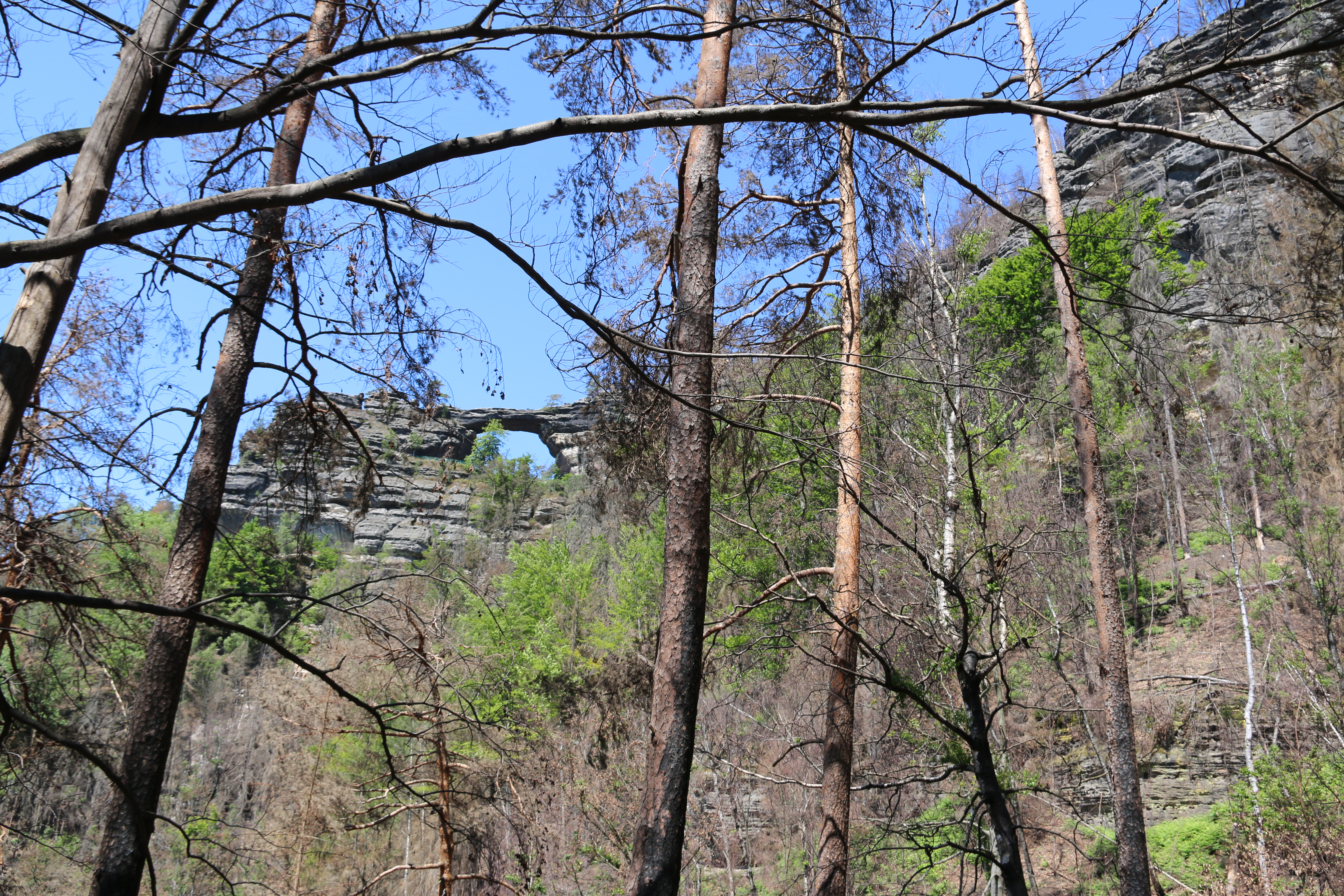
Vue sur la Pravčická brána (arche de Prebisch) à travers les arbres.
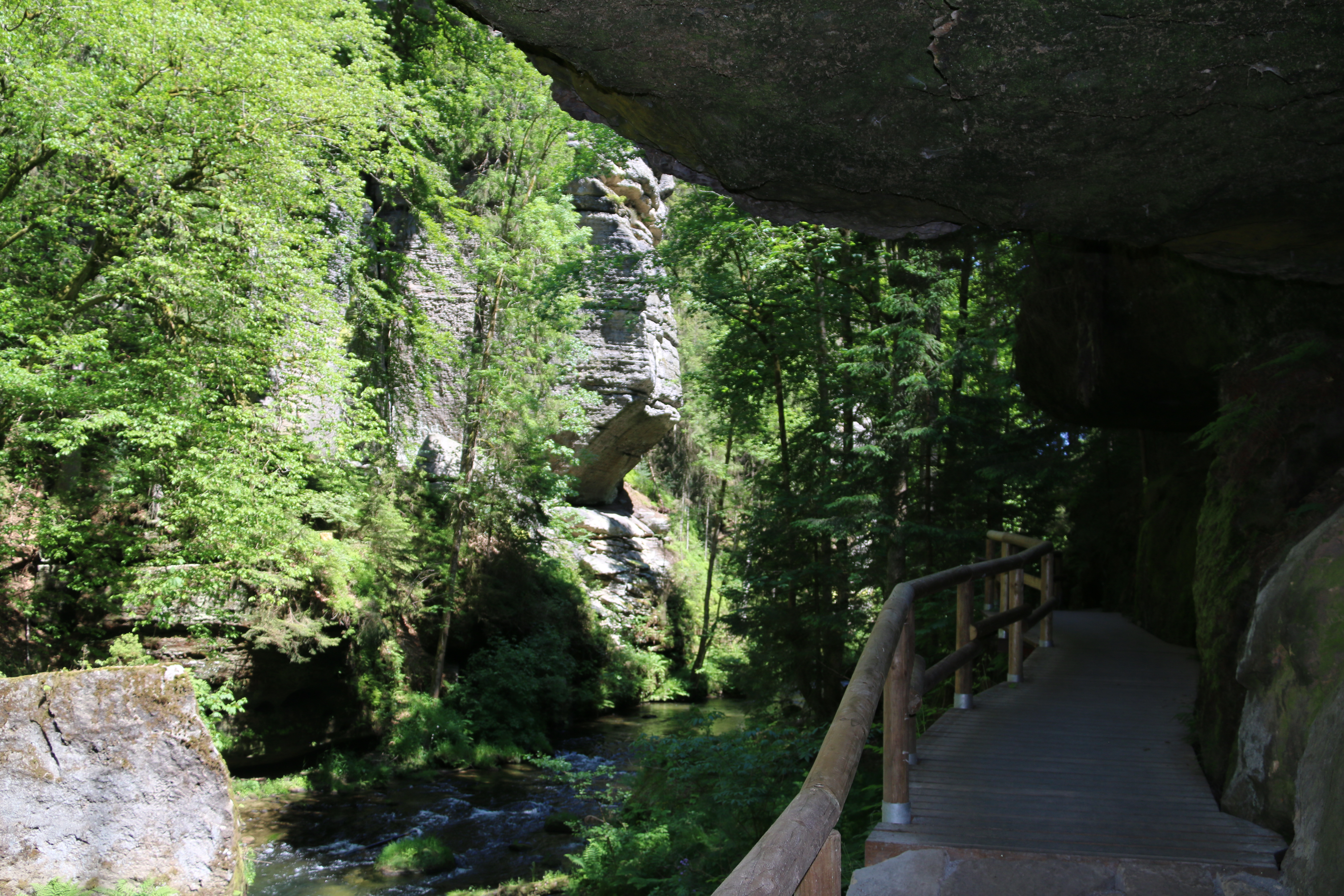
Un chemin aménagé dans le parc.
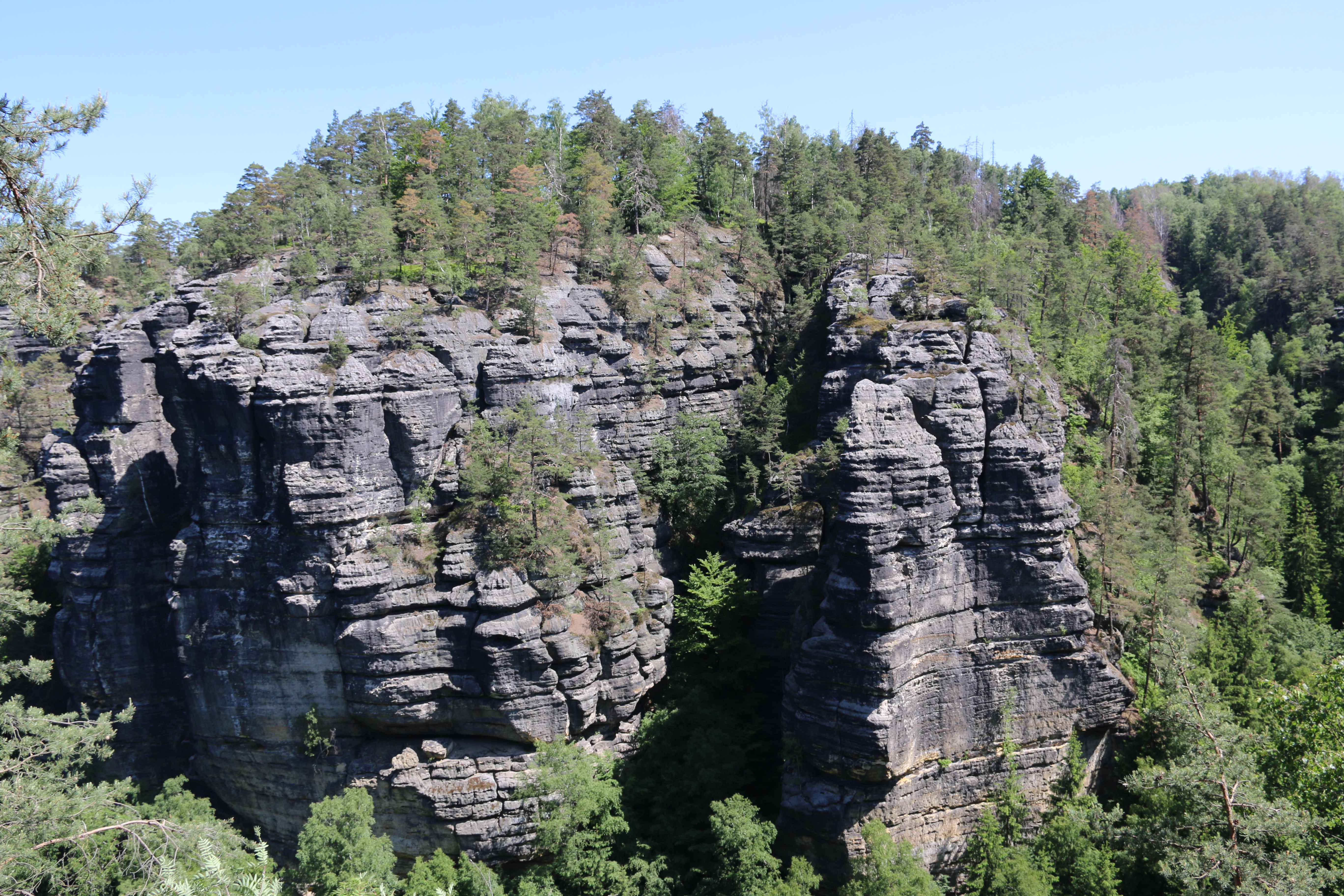
Vue du parc, 2023.
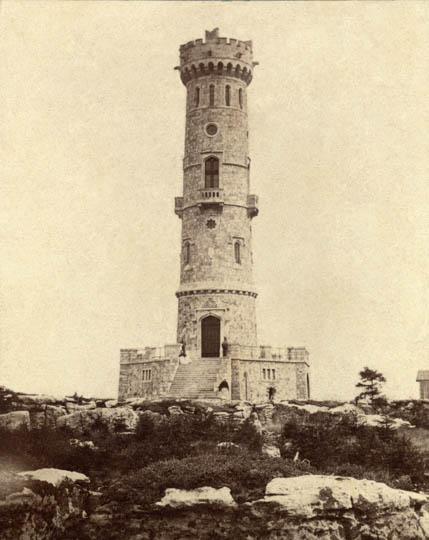
Hermann Krone, la tour d'obervation sur le Děčínský Sněžník, photographie, vers 1865.